# Otis, Colorado
Otis är en ort i Washington County i delstaten Colorado, USA.